# Mycocalicium albonigrum
Mycocalicium albonigrum är en lavart som först beskrevs av William Nylander och fick sitt nu gällande namn av Tibell. 
Mycocalicium albonigrum ingår i släktet Mycocalicium och familjen Mycocaliciaceae.   Inga underarter finns listade i Catalogue of Life.